# Montagne Bellevue
Pour les articles homonymes, voir Bellevue.
La montagne Bellevue, au sein des montagnes Inini-Camopi, est le point culminant de la Guyane à 831 mètres d'altitude. Elle se situe dans la commune de Maripasoula. Elle partage les eaux entre la crique Pakira au sud (près du Dégrad Fourmi) et Eau Claire au nord.